# 25963 Elisalin
25963 Elisalin este un asteroid din centura principală de asteroizi.

## Descriere
25963 Elisalin este un asteroid din centura principală de asteroizi. A fost descoperit pe 18 martie 2001 la Socorro, New Mexico, în cadrul proiectului LINEAR. Asteroidul prezintă o orbită caracterizată de o semiaxă mare de 2,32 ua, o excentricitate de 0,13 și o înclinație de 4,4° în raport cu ecliptica.